# SN 2007gp
SN 2007gp – supernowa typu Ia odkryta 7 sierpnia 2007 roku w galaktyce A215735+0800. W momencie odkrycia miała maksymalną jasność 20,50m.